# Duo d'enfer
Ne doit pas être confondu avec Un duo d'enfer.
Pour les articles homonymes, voir Duo (homonymie).
Duo d'enfer (Hardball) est une série télévisée policière américaine en 18 épisodes de 45 minutes créée par Robert Palm et diffusée entre le 21 septembre 1989 et le 29 juin 1990 sur le réseau NBC.
En France, la série a été diffusée sur Canal + le samedi après-midi et à partir du 1er juillet 1990 sur TF1 le samedi en deuxième partie de soirée

## Synopsis
Charlie Battles, vétéran de la police, se voit attitrer un nouveau coéquipier, Kaz Kaczierowski, jeune tête brûlée aux cheveux longs. Malgré leurs antagonismes, ils formeront un vrai « duo d'enfer ».

## Distribution
- John Ashton (VF : Michel Beaune jusqu'à l'épisode 8 puis William Sabatier) : Charlie Battles
- Richard Tyson (VF : Lionel Henry) : Joe 'Kaz' Kaczierowski

### Invités
- Kay Lenz (VF : Dominique Chauby) : Connie Villanova
- Gianni Russo (VF : Bernard Tiphaine) : Nicky Villanova
- John Carter (VF : Yves Barsacq) : Le capitaine Levin
- Jason Bernard (VF : Georges Berthomieu) : Le lieutenant Mulvihill
- Judd Omen (VF : Hervé Jolly) : Carmine
- Susan Walters (VF : Martine Reigner) : Madeline Warwick
- Anthony LaPaglia (VF : Patrick Messe) : Randy Stoltz
- M. C. Gainey (VF : Marc Alfos) : Moose Dobson
- Michael DeLano (en) (VF : Patrick Messe) : Al Martoni dit la grenouille
- Michael Medeiros : Yuri Bigov / Alsky Novakov
- Rebecca Staab (VF : Malvina Germain) : Judy Marks
- Jude Mussetter : Terry Becker
- Millicent Martin (VF : Béatrice Delfe) : Ruth Henley
- Laura Robinson (VF : Perrette Pradier) : Anareeve
- Leon Rippy (VF : Joël Martineau) : Jarrett
- Floyd Westerman (VF : André Valmy) : Daniel Renbird
- David Bradley (VF : Bruno Dubernat) : Theodore 'Teddy' Roosevelt Renbird
- Lezlie Deane (VF : Malvina Germain) : Lisa Rudolph
- Mitchell Ryan (VF : Jean-Claude Michel) : Le capitaine Jack Griffin
- Lionel Mark Smith (VF : Pierre Saintons) : Ray McFadden
- Bruce McGill (VF : Marc Alfos) : Dutch
- Brent Jennings : Le psychiatre
- Larron Tate (VF : Mark Lesser) : Sonny Wilson
- Gregg Henry (VF : Marcel Guido) : Roy Portman
- Ami Dolenz (VF : Malvina Germain) : Lauren
- Jordan Lund (VF : José Luccioni) : J.P. Swadlow
- Jay Acovone (VF : Patrick Borg) : Matelli
- Wings Hauser (VF : Emmanuel Jacomy) : Jimmy Katt
- Paul Gleason (VF : Jean-Pierre Delage) : Federson
- Jamie Rose (VF : Perrette Pradier) : Samantha Douglas
- William Shockley : Teddy Barnes alias L'Ange de la Mort
- W. Morgan Sheppard (VF : Michel Fortin) : Herman
- Katherine Cannon (VF : Jeanine Forney) : Monica Whitmore
- Linden Ashby : Gary Henley
- Yvette Nipar (VF : Stéphanie Murat) : Cindy Battles
- Cyril O'Reilly (VF : Jean-François Vlérick) : Gus Palladino
- Chris Robinson (VF : Michel Paulin) : Le commissaire Chase
- Cristina Raines : Dory Philman
- Jimmie F. Skaggs (VF : Jean Lescot) : McCorn
- Patricia Harty (VF : Marion Game) : Beverly Kaczierowski
- Jerry Lacy : Victor Fedridge
- Cary-Hiroyuki Tagawa (VF : Denis Boileau) : Herbert 'Herb' Chang
- George Cheung : Lo Chin
- Michael Paul Chan : Li
- Dirk Blocker (VF : Jean-Pierre Leroux) : Joe Willard

## Épisodes
1. titre français inconnu (Till Death Do Us Part)
2. titre français inconnu (The Silver Scream)
3. titre français inconnu (The One Armed Bandit)
4. titre français inconnu (Which Witch Is Witch?)
5. titre français inconnu (The Cleveland Indian)
6. titre français inconnu (The Fighting 52nd)
7. titre français inconnu (Time Bomb)
8. titre français inconnu (Trying to Make a Living, and Doing the Best That I Can)
9. titre français inconnu (The Out of Towner)
10. titre français inconnu (The Cool Katt)
11. titre français inconnu (The Angel of Death)
12. titre français inconnu (A Killer Date)
13. titre français inconnu (A Death in the Family)
14. Sexe, Flics et Vidéo (Sex, Cops, and Videotape)
15. titre français inconnu (Wedding Bell Blues)
16. titre français inconnu (Prescription for Murder)
17. titre français inconnu (Every Dog Has His Day)
18. titre français inconnu (The Hunt for Honus Wagner)

## Commentaires
- Dans la série, John Ashton se retrouve dans un rôle fort proche du film Le Flic de Beverly Hills.
- Série violente pour l'époque, elle connut une diffusion relativement confidentielle mais reste prisée d'une poignée de fan pour une édition DVD.
- Cette série peut être comparée au film américain de Tango & Cash sorti en 1989 avec Sylvester Stallone incarnant le Lieutenant Raymond Tango et Kurt Russell incarnant le Lieutenant Gabriel Cash qui met en vedette deux flics qui sont tous deux opposés et en compétition mais qui devront faire équipe, car ils sont victimes d'un coup monté.